# Булка (гъба)
Булката, наричана още Булница, Яйченик и Ченушка (Amanita caesarea) е голяма и месеста базидиева гъба от род Мухоморка. Младата гъба има формата на яйце, покрита в бяло було. По-късно то се пропуква и разкрива гладката оранжевочервена до червена повърхност на гуглата. Върху гуглата често остават парчета от бялото було, а около долната част на стъблото се образува голяма и торбеста волва. Месото, пластинките и пънчето на булката гъба са жълти. Споровата маса е бяла.
В 54 г. отровили император Клавдий, като подменили любимите му гъби-булки с червени мухоморки . Булката била любимо ястие за всички римски императори. Затова италианският миколог Джовани Скополи, който пръв описал тази гъба в 1772 г., ѝ дал видовото име „Caesarea“ („Царска“)

## Месторастение
Булката гъба се среща в Югоизточна Европа, включително и в България. Тя е изключително ценена, но е сравнително рядка. Среща се само в широколистни гори, и обича по-сухи и светли места. Расте от земята, най-често в близост до дъб.

## Събиране
Гъбата е добре позната в България и се събира за консумиране. Булката гъба е много добра и вкусна ядлива гъба. Знае се, че римските императори са ценили гъбата високо. При събиране трябва да се внимава булката гъба да не се сбърка с отровната червена мухоморка (Amanita muscaria). Месото, пластинките и пънчето на булката гъба са жълти, а на червената мухоморка – бели. Когато плодното тяло е съвсем младо и има формата на яйце, или топче, лесно се сбърква с други видове мухоморки от същата възраст.

## Разлики между Булката и Червената мухоморка
Много неопитни гъбари се тровят с двойника на Булката – Червената мухоморка. Някои се лъжат от това, че и двата вида се ядат от охлюви и мишки. Основните разлики между двата близки вида Аманити са:
1. Ламелите (Пластинките) на Булката са яйчно-жълти, а при Червената мухоморка са чисто бели.
2. Волвата (долната част на Общото покривало) при Булката не е прираснала към пънчето, а прилича на разтворена и неправилно разцепена фуния. При Червената мухоморка волвата е плътно прираснала към пънчето, чрез 3 – 4 степенувани ръбести кръга.
3. Горната част от Общото покривало при Булката остава във вид на едри (обикновено 3 – 4 бр.), различни по форма и големина парцалчета, разпръснати без ред по горната повърхност на гуглата. При дъждовно време те често напълно липсват. При Червената мухоморка парцалчетата са малки, многобройни, почти еднакви по големина и форма, и най-важното – наредени са в няколко правилни концентрични кръга.
4. Цветът на гуглата при Булката е пастелно-червено с примес от яйчно-жълто, особено към ръба, докато гуглата на Червената мухоморка е с крещящ монотонен карминено-червен цвят.
5. Булката расте само в широколистни гори (главно дъбови), докато Червената мухоморка освен в широколистни (главно букови), се среща и в иглолистни гори (борови и смърчови).